# Brunnenstein (Otterberg)

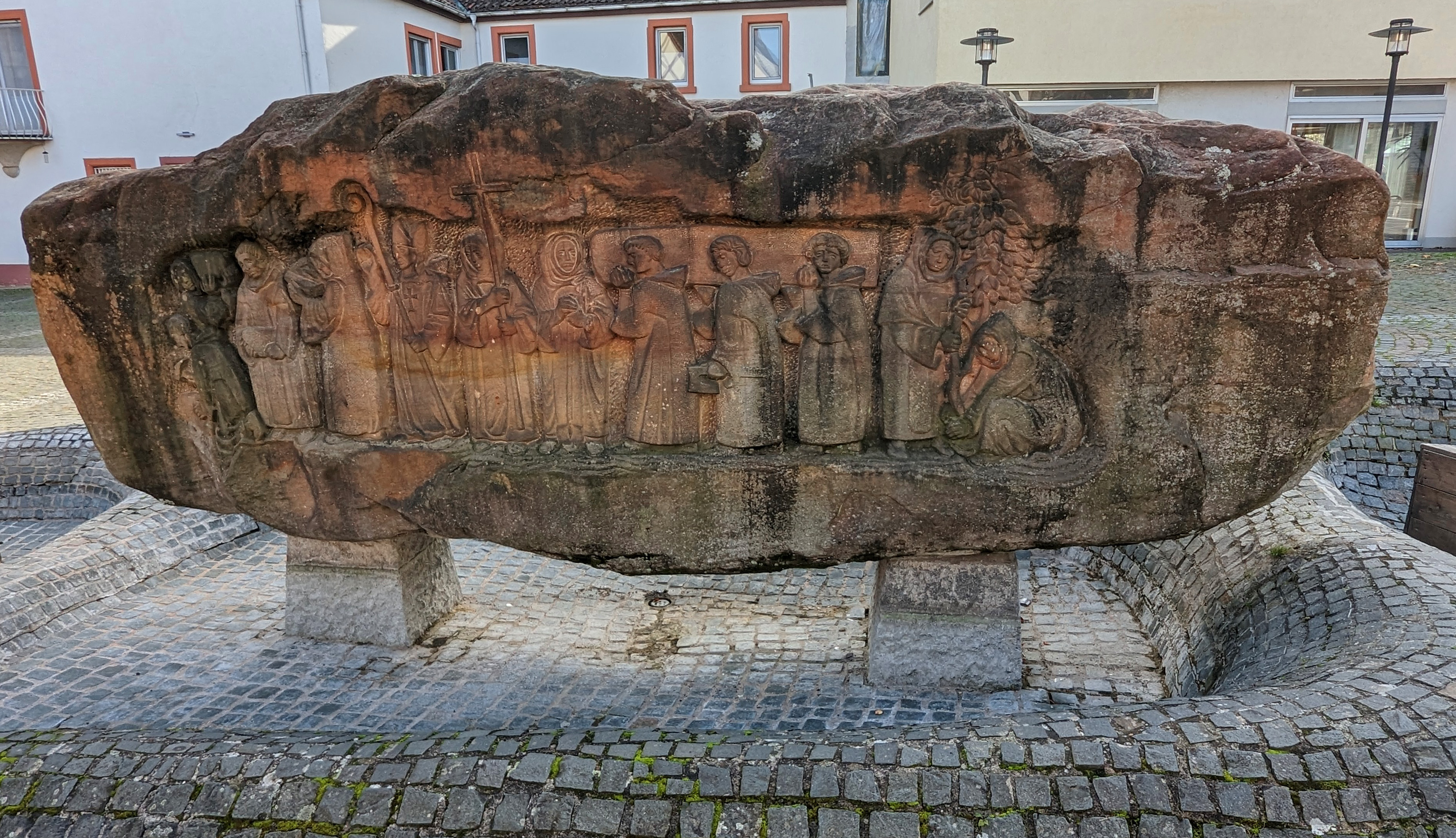
Nordseite

Der Brunnenstein ist ein in einen Brunnen gefasster Sandsteinblock in Otterberg (Landkreis Kaiserslautern).
Der Bildhauer Richard Menges stellte 1976 im pfälzischen Otterberg (Landkreis Kaiserslautern) auf dem Kirchplatz, einem zentralen Platz der Altstadt, einen großen Sandsteinblock auf, der beidseitig mit einem Relief versehen ist. Er ist der Mittelpunkt eines flachen  Brunnenbeckens. Er liegt auf zwei Sockelsteinen auf.
Auf den Reliefs sind die beiden bedeutsamsten Ereignisse Otterberger Geschichte dargestellt. Diese sind der Einzug der Zisterzienser 1145 und Einzug der Wallonen 1579. Die Reliefs symbolisieren somit Otterberger Kloster- und Stadtgeschichte. Die Aufstellung des Brunnens ist Teil des 1977 fertiggestellten Kirchplatzes.

## Nordseite
Das Relief auf der Nordseite zeigt den Einzug der vom Mutterkloster Eberbach ausgesandten 11 Mönche und ihres Abtes 1145. Die Mönche zogen in die Otterburg auf dem Schloßberg ein und gründeten dort das Kloster Otterberg. Im Jahre 1168 begannen sie mit dem Bau der Abteikirche und der Klosteranlage im Tale des Otterbaches. Drei der Mönche tragen einen schweren Stein.
Die symbolisierten Mitbringsel der Mönche sind Stein, Heilige Schrift, Weinreben, Steinmetz und Werkzeug. Dabei ist auch ein Bischof mit Mitra und Hirtenstab.

## Südseite
Das Relief der Südseite zeigt den Einzug der Wallonen 1579. Pfalzgraf Johann Kasimir ermöglichte 100 Wallonischen Familien in Otterberg zu siedeln und eine Stadt zu gründen. Er verlieh 1581 Otterberg die Stadtrechte.
Die symbolisierten Mitbringsel sind Schafe und Rollen von Tuchen, welche die dargestellten Personen tragen. Zu sehen ist auch ein Hüte- oder Wachhund. Damit wird auf die Bedeutung der Tuchproduktion angespielt. Lange Zeit war das Hansekontor in Brügge Zentrum des Tuchhandels im Mittelalter.